# Крутиков, Владимир Николаевич
Владимир Николаевич Крутиков (род. 15 августа 1946) — советский и российский учёный в области оптико-физических измерений, заместитель руководителя Федерального агентства по техническому регулированию и метрологии (с 1999 по 2011).

## Профессиональный путь
В 1970 году окончил факультет физической и квантовой электроники МФТИ, специальность «Радиофизика и электроника» (инженер-физик).

### Министерство электронной промышленности СССР
В дальнейшем до 1981 года работал в Научно-исследовательском институте физических проблем Министерства электронной промышленности СССР на должности инженера, затем младшего научного сотрудника, а после – старшего научного сотрудника.
С 1981 по 1988 год — начальник Конструкторско-технологического бюро, начальник Научно-производственного комплекса, заместитель начальника производства по техническим вопросам ПО «МЭЛЗ» Министерства электронной промышленности СССР.

### Росстандарт
С 1988 по 1996 год — заместитель директора ВНИИ оптико-физических измерений. С 1996 по 1999 год — директор этого института.
С 1999 года — член коллегии Госстандарта России. 
С 1999 по 2004 год — заместитель председателя Госстандарта России.
С 2004 по 2011 год — заместитель руководителя Федеральной службы по техническому регулированию и метрологии.
С 2011 года — заместитель директора, директор, главный научный сотрудник ВНИИОФИ.

## Основные исследовательские интересы
- Твердотельная и вакуумная электроника
- Тепловые и фотонные приемники излучения
- Метрологическое обеспечение нанотехнологий и продукции наноиндустрии
- Законодательная и прикладная метрология,
- Метрология оптического излучения, фотометрия, радиометрия, спектрорадиометрия, спектрофотометрия, колориметрия, радиационная пирометрия, сенситометрия, рефрактометрия, поляриметрия, измерение параметров волоконно-оптических линий связи, измерение параметров оптических быстропротекающих процессов.

## Награды и достижения
- Лауреат Премии Правительства Российской Федерации в области науки и техники
- Академик метрологической академии РФ
- Главный редактор журналов «Измерительная техника» и «Метрология» (с 2001)
- Президент региональной метрологической организации КООМЕТ (с 2011)